# قائمة بنوك مصر
تضم قائمة بنوك مصر، البنوك المصرية الحكومية والخاصة، وفروع البنوك الإسلامية والتجارية الأجنبية العاملة العاملة في مصر، المُجازة من قِبَل البنك المركزي المصري، الحد الأدنى لتأسيس بنك في مصر هو مئة 5 مليار جنيه مصري. ومائة وخمسون مليون دولار للبنوك الأجنبية. البنك المركزي المصري مسؤول مباشر عن رَسم السياسة النقدية في مصر بِحسب الدستور. أُسس أول مصري عام 1867 باسم بنك مصر (وهو ليس بنك مصر الذي أنشأه طلعت حرب).
البنوك الحكومية هي البنوك التي تمتلكها الدولة المصرية، أما البنوك الخاصة فهي مملوكة لأفراد أو مؤسسات غير حكومية، والبنوك الإسلامية هي البنوك التي تتعامل وفق أحكام الشريعة الأسلامية سواء كانت تابعة للقطاع الخاص أو العام.
يتكون الجهاز المصرفي المصري حاليًا من عدد 37 بنك ، تنقسم إلى 10 بنوك حكومية، و6 بنوك خاصة برأس مال مشترك مصري عربي، وبنك خاص، و19 بنكاً عربياً وأجنبياً.

## البنوك الحكومية
| الشعار | الاسم                        | النوع             | التأسيس | رأس المال             | ملاحظات |
| ------ | ---------------------------- | ----------------- | --- | --------------------- | --- |
|        | بنك مصر                      | قطاع عام          | أُسس سنة 1920 | 15 مليار جنيه         | تاريخ التسجيل: 1 يناير 1961 - يضم 758 فرع داخل مصر. - يضم 4 فروع خارج مصر، في (الإمارات، فرنسا، ألمانيا، لبنان). - يضم 4 مكاتب تمثيل خارج مصر، في (الصين، روسيا، كوريا الجنوبية، إيطاليا، الصومال).                                  |
|        | البنك الأهلي المصري          | قطاع عام          | أُسس سنة 1898 | 50 مليار جنيه         | تاريخ التسجيل: 18 يناير 1958 - يضم 562 فرع ووحدة مصرفيه. - يضم 5 فروع خارج مصر، في (المملكة المتحدة، السودان، الولايات المتحدة الأمريكية، الصين). - يضم 3 مكاتب تمثيل خارج مصر، في (جنوب أفريقيا، الإمارات العربية المتحدة، إثيوبيا) |
|        | بنك القاهرة                  | شركة مساهمة مصرية | أُسس سنة 1952تملك شركة مصر للاستثمارات المالية نسبة 99.90% من هيكل ملكية البنك، وهي شركة تابعة بنك مصر. | 5.25 مليار جنيه مصري. | تاريخ التسجيل: 18 يناير 1958 - يضم 244 فرع داخل مصر. - يضم فرع خارج مصر، في (أوغندا). |
|        | البنك الزراعي المصري         | بنك قطاع عام      | أُسس سنة 1931 تحت مُسمى بنك التسليف الزراعي المصري، تغير اسمه إلى البنك الرئيسي للتنمية والائتمان الزراعي في عام 1976، ثم تغير إلى اسمه الحالي في عام 2006. | 5 مليار جنيه مصري.    | تاريخ التسجيل: 11 أغسطس 1977 - يضم 1210 فرع داخل مصر. |
|        | بنك التنمية الصناعية         | بنك قطاع عام      | أُسس سنة 1947 تحت مُسمى البنك الصناعى، غير اسمه في عام 1976 إلى أسمه الحالى، ثم دُمج بنك العمال مع بنك التنمية الصناعية تحت اسم بنك التنمية الصناعية والعمال المصري في عام 2008، ثم تغير أسمه إلى أسمه الأصلي في عام 2018. | 500 مليون جنيه مصري   | تاريخ التسجيل: 27 مايو 1976 - يضم 23 فرع داخل مصر. |
|        | المصرف المتحد                | بنك قطاع عام      | أُسس سنة 2006. نتج عن عن اندماج 3 بنوك (المصرف الإسلامي للتنمية والاستثمار، وبنك النيل، والبنك المصري المتحد) كانت مهددة بالإفلاس. | 5 مليار جنيه مصري     | تاريخ التسجيل: 25 يونيو 2006 - يضم 70 فرع داخل مصر. |
|        | البنك العقاري المصري العربي  | بنك قطاع عام      | أُسس سنة 1880 تحت اسم البنك العقاري المصري، غير أسمه في عام 1999 إلى أسمه الحالى. | 500 مليون جنيه مصري.  | تاريخ التسجيل: 18 يناير 1958 - يضم 30 فرعاً داخل مصر. - يضم فرعين خارج مصر، في (الأردن، فلسطين). |
|        | بنك التعمير والإسكان         | شركة مساهمة مصرية | أُسس سنة 1979، يتبع البنك وزارة الإسكان والمرافق والمجتمعات العمرانية. تملك هيئة المجتمعات العمرانية الجديدة نسبة 29.8%، وهيئة الأوقاف المصرية 5.03%، وشركة مصر لتأمينات الحياة 8.92%، ومصر للتأمين 8.29%، وصندوق تمويل المساكن 7.41%، ورجل الأعمال السعودي علي بن حسن الدايخ 8.66%، ورجل الأعمال السعودي عبد المنعم الراشد 9.75%، وتداول حر 22.1% | 1.265 مليار جنيه.     | تاريخ التسجيل: 24 سيتمبر 1979 - يضم 100 فرعاً داخل مصر. |
|        | البنك المصري لتنمية الصادرات | شركة مساهمة مصرية | أُسس سنة 1983. يملك بنك الاستثمار القومي نسبة 40.75% من هيكل ملكية البنك، وبنك مصر 23.13%، والبنك الأهلي المصري 11.57%، وآخرون 24.55%. | 3.273 مليار جنيه.     | تاريخ التسجيل: 31 ديسمبر 1984 - يضم 27 فرع داخل مصر. |

## البنوك الخاصة
| الشعار | الاسم                      | النوع             | التأسيس | رأس المال          | ملاحظات                                              |
| ------ | -------------------------- | ----------------- | --- | ------------------ | ---------------------------------------------------- |
|        | البنك التجاري الدولي (CIB) | شركة مساهمة مصرية | أُسس سنة 1975 تحت اسم بنك تشيس الأهلي المصري، غير اسمه في عام 1987. | 14.776 مليار جنيه. | تاريخ التسجيل: 13 أغسطس 1975 - يضم 200 فرع داخل مصر. |
|        | بنك نكست (Bank NXT)        | بنك قطاع عام      | أُسس سنة 1974 تحت اسم المصرف الاتحادي العربي للتنمية والإستثمار. تملك المجموعة المالية هيرميس القابضة نسبة 51% من البنك، وصندوق مصر الفرعي للخدمات المالية والتحول الرقمي 25%، وبنك الاستثمار القومي 24%. | 5 مليار جنيه مصري. | تاريخ التسجيل: 29 يونيو 1978 - يضم 31 فرع داخل مصر.  |

## البنوك الإسلامية
| الشعار | الاسم                    | النوع             | التأسيس       | رأس المال                 | ملاحظات                                             |
| ------ | ------------------------ | ----------------- | ------------- | ------------------------- | --------------------------------------------------- |
|        | بنك فيصل الإسلامي المصري | شركة مساهمة مصرية | أُسس سنة 1979. | 607.5 مليون دولار أمريكي. | تاريخ التسجيل: 14 يونيو 1979 - يضم 38 فرع داخل مصر. |

## البنوك العربية
| الشعار | الاسم                                   | النوع              | التأسيس | رأس المال                  | ملاحظات                                              |
| ------ | --------------------------------------- | ------------------ | --- | -------------------------- | ---------------------------------------------------- |
|        | بنك أبوظبي الأول                        | فرع بنك أجنبي      | أُسس سنة 2017 في الإمارات العربية المتحدة فُتح فرع مصرعام 1975 تحت اسم بنك أبو ظبي الوطني. | 10.92 مليار درهم إماراتي.  | تاريخ التسجيل: 23 يناير 1975 - يضم 72 فرع داخل مصر.  |
|        | بنك الإمارات دبي الوطني                 |                    | أُسس سنة 2007 في الإمارات العربية المتحدة - فُتح فرع مصر في عام 2013 بعد إستحواذه على بي إن بي باريبا مصر. | 6.316 مليار درهم إماراتي.  | تاريخ التسجيل: 14 يوليو1977 - يضم 67 فرع داخل مصر.   |
|        | بنك أبو ظبي التجاري                     | شركة مساهمة عربية. | أُسس سنة 1985 في الإمارات العربية المتحدة - فُتح فرع مصرعام 2020 بعد إستحواذه على بنك الاتحاد الوطني على مستوي العالم. - تأسس البنك في مصر في عام 1981 تحت اسم بنك الإسكندرية التجاري والبحري ثم استحواذ عليه بنك الاتحاد الوطني، وغير اسمه في عام 2007. | 5 مليار جنيه               | تاريخ التسجيل: 15 أكتوبر 1981 - يضم 47 فرع داخل مصر. |
|        | بنك المشرق                              | شركة مساهمة عربية. | أُسس سنة 1967 في الإمارات العربية المتحدة فُتح فرع مصرعام 1977. | 2 مليار درهم إماراتي       | تاريخ التسجيل: 26 مايو 1977 - يضم 15 فرع داخل مصر.   |
|        | مصرف أبوظبي الإسلامي                    | شركة مساهمة مصرية. | أُسس سنة 1997 في الإمارات العربية المتحدة فُتح فرع مصر في عام 2007 بعد إستحواذه على البنك الوطني للتنمية المنشئ عام 1980. | 4 مليار جنيه مصري          | تاريخ التسجيل: 24 يوليو 1980 - يضم 70 فرع داخل مصر.  |
|        | البنك الأهلى المتحد - مصر               |                    | أُسس سنة 1971 في الكويت فُتح فرع مصرعام 2006 بعد إستحواذه على بنك الدلتا الدولى المنشئ عام 1978. | 2.533 مليار دولار.         | تاريخ التسجيل: 3 يونيو 1978 - يضم 43 فرع داخل مصر.   |
|        | بنك البركة مصر                          | شركة مساهمة مصرية. | أُسس سنة 1978 في البحرين - فُتح فرع مصرعام 2009. - تأسس البنك في مصر تحت اسم بنك الأهرام في عام 1980. وغير اسمه في عام 1988 ليصبح بنك التمويل المصرى السعودى. | 1.546 مليار جنيه مصري.     | تاريخ التسجيل: 8 مايو 1980 - يضم 32 فرع داخل مصر.    |
|        | بنك المؤسـسة العربية المصرفية (بنك ABC) | شركة مساهمة مصرية. | أُسس سنة 1980 في البحرين فُتح فرع مصرعام 2000. - تأسس البنك في مصر تحت اسم بنك مصر العربي الإفريقي في عام 1982. | 1 مليار جنيه مصري.         | تاريخ التسجيل: 25 نوفمبر 1982 - يضم 68 فرع داخل مصر. |
|        | البنك الأهلي الكويتي(الأهلي ABK)        |                    | أُسس سنة 1967 في الكويت فُتح فرع مصر عام 2015 بعد إستحواذه على بنك بيريوس. تأسس تحت اسم بنك الإسكندرية الكويت الدولي، وفي عام 1997 تمت تغير الاسم إلى البنك التجاري المصري. وبعد ذلك تغير اسمه مره أخرى إلى بنك بيريوس. | 170.012 مليون دينار كويتي. | تاريخ التسجيل: 29 أغسطس 1978 - يضم 44 فرع داخل مصر.  |
|        | بنك الكويت الوطني (NBK الوطني)          |                    | أُسس سنة 1952 في الكويت فُتح فرع مصرعام 2014، بعد استحواذه البنك الوطني المصري في عام 2007. البنك المنشئ عام 1980. | 5 مليار جنيه مصري.         | تاريخ التسجيل: 26 مايو 1980 - يضم 54 فرع داخل مصر.   |
|        | بنك بلوم مصر                            |                    | أُسس سنة 1951 في لبنان فُتح فرع مصر في عام 2006 بعد استحواذه على بنك مصر رومانيا المنشئ في عام 1977. - استحواذ عليه بنك ABC في عام 2021. | 3 مليار جنيه مصري.         | تاريخ التسجيل: 24 مارس 1977 - يضم 41 فرع داخل مصر.   |
|        | بنك عَوده                                | شركة مساهمة مصرية. | أُسس سنة 1830 في لبنان - فُتح فرع مصرعام 2006 بعد استحواذه علي بنك القاهرة الشرق الأقصي. - استحواذ عليه بنك أبو ظبي الأوّل في عام 2021. | 347 مليون جنيه مصري.       | تاريخ التسجيل: 29 أغسطس 1978 - يضم 55 فرع داخل مصر.  |
|        | بنك قطر الوطني الأهلي(QNB الأهلي)       | شركة مساهمة مصرية. | أُسس سنة 1964 في قطر - فُتح فرع مصرعام 2013 بعد استحواذه بنك الأهلي سوسيتيه جنرال. - تأسس البنك في مصر في عام 1864 تحت اسم بنك مصر الدولي. | 10.774 مليارات جنيه.       | تاريخ التسجيل: 13 أبريل 1978 - يضم 231 فرع داخل مصر. |
|        | البنك العربي                            | شركة مساهمة عربية. | أُسس سنة 1930 في فلسطين فُتح فرع مصرعام 1944. | 640.8 مليون دينار أردني.   | تاريخ التسجيل: 10 يونيو 1976 - يضم 44 فرع داخل مصر.  |
|        | التجاري وفا بنك                         | شركة مساهمة مصرية. | أُسس سنة 2003 في المغرب فُتح فرع مصر بعد إستحواذه على باركليز مصر في عام 2017. - أنشئ البنك في عام 1864 تحت اسم بنك المصري الانجليزي، وتغير الاسم في عام 1867 إلى الشركة المصرفية الإنجليزية، ثم عاد إلى اسمه الأصلى في عام 1887، وتغير اسمه في عام 1925 إلى بنك باركيلز للممتلكات البريطانية المستقلة والمستعمرات. وفي عام 1957، صدر قرار تمصير البنوك الأجنبية. وفي عام 1975، عاد البنك مرة أخرى إلى مصر عبر مشروع مشترك مع بنك القاهرة، حمل اسم القاهرة باركليز الدولى. ثم تغيير الاسم إلى باركليز مصر في عام 2005. | 5 مليارات جنيه مصري.       | تاريخ التسجيل: 13 أغسطس 1975 - يضم 64 فرع داخل مصر.  |

## البنوك الأجنبية
| الشعار | الاسم                 |                   | التأسيس | رأس المال              | ملاحظات                                              |
| ------ | --------------------- | ----------------- | --- | ---------------------- | ---------------------------------------------------- |
|        | بنك الإسكندرية        | شركة مساهمة مصرية | أُسس سنة 1957، استحوذت عليه إنتيسا سان باولو الإيطالية عام 2006. | 11.15 مليار جنيه مصري. | تاريخ التسجيل: 18 يناير 1958 - يضم 175 فرع داخل مصر. |
|        | كريدي أجريكول         | شركة مساهمة مصرية | أُسس سنة 1894 في فرنسا - فُتح فرع مصرعام 2006، بعد اندماج البنك المصرى الأميركى مع بنك كاليون مصر. | 1.243 مليار جنيه مصري. | تاريخ التسجيل: 12 مايو 1977 - يضم 81 فرع داخل مصر.   |
|        | إتش إس بي سي مصر      |                   | أُسس سنة 1865 في هونغ كونغ البريطانية فُتح فرع مصرعام 2001. أنشئ في عام 1982 تحت اسم بنك هونغ كونغ مصر. | 2.078 مليار جنيه مصري. | تاريخ التسجيل: 15 يوليو 1982 يضم 82 فرع داخل مصر.    |
|        | البنك الأهلي اليوناني | فرع بنك أجنبي     | أُسس سنة 1841 في اليونان فُتح فرع مصرعام 1933 بعد استحواذه على بنك أناتولى المنشئ عام 1904. - أوقف البنك نشاطه في عام 1961، وعاد بمكتب تمثيل بالقاهرة في عام 1975، ثم عاود افتتاح أول فروعه في عام 1979. - جاري تصفية أعماله في مصر. | 91 مليون دولار.        | تاريخ التسجيل: 9 فيراير 1978 - يضم 3 فروع داخل مصر.  |
|        | سيتي بنك              |                   | أُسس سنة 1812 في الولايات المتحدة - فُتح فرع مصرعام 1955. - أوقف البنك نشاطه في عام 1961، وعاد بمكتب تمثيل بالقاهرة في عام 1974، ثم عاود افتتاح أول فروعه في عام 1975. - يقتصر أعماله على الخدمات المصرفية والاستشارية وخدمات الخزينة للشركات والمؤسسات في القطاعين العام والخاص، بالإضافة إلى المؤسسات المالية والشركات متعددة الجنسيات والجهات الاستثمارية العالمية الناشطة في مصر. | 50 مليون دولار.        | تاريخ التسجيل: 16 أكتوبر 1975 - يضم 3 فرع داخل مصر.  |
|        | ستاندرد تشارترد       |                   | |                        | تاريح التسجيل 1 مايو 2023                            |

## استثمارات مشتركة
| الشعار | الاسم                                     |                   | التأسيس | رأس المال                   | ملاحظات |
| ------ | ----------------------------------------- | ----------------- | --- | --------------------------- | --- |
|        | البنك العربي الأفريقي الدولي              | شركة مساهمة مصرية | أُسس سنة 1964. هو أول بنك متعدد الجنسيات في مصر، بمساهمة كلا من البنك المركزي المصري والهيئة العامة للاستثمار بالكويت. | 500 مليون دولار.            | تاريخ التسجيل: 10 يونيو 1982 - يضم 93 فرع داخل مصر. - يضم فرعين خارج مصر، في (الإمارات العربية المتحدة، لبنان). |
|        | ميد بنك                                   | شركة مساهمة مصرية | أُسس سنة 1975. البنك استثمار مصري إيراني مشترك. تملك مصر نسبة 60%، وإيران 40%. | 1.2 مليار جنيه مصري.        | تاريخ التسجيل: 26 يونيو 1975 - يضم 17 فرع داخل مصر.                                                             |
|        | المصرف العربي الدولي                      |                   | أُسس سنة 1974. البنك استثمار مصري ليبي مشترك مناصفة بين البنك المركزي المصري والمصرف الليبي الخارجي بنسبة 38.76% لكل منهما. بالإضافة إلى جهاز أبو ظبي للاستثمار 12.50%، وجهاز قطر للاستثمار بنسبة 4.98%، وجهاز الاستثمار العُماني 2.49%، وشركة شركة انتر ناشيونال كابيتال تريدنج الإماراتية 2.50% . | 450 مليون دولار أمريكي.     | تاريخ التسجيل: 5 يونيو 2012 - يضم 21 فرع داخل مصر.                                                              |
|        | بنك الشركة المصرفية العربية الدولية(saib) |                   | أُسس سنة 1976. يملك المصرف العربي الدولي نسبة 50.44% من البنك، وشركة المقاولون العرب للاستثمارات 17.29%، وشركة مصر للتأمين 11.28%،وشركة مصر لتأمينات الحياة 9.74%. | 150 مليون دولار أمريكي.     | تاريخ التسجيل: 9 سبتمبر 1976 - يضم 35 فرع داخل مصر.                                                             |
|        | بنك قناة السويس                           | شركة مساهمة مصرية | أُسس سنة 1978 يملك المصرف العربي الدولي نسبة 41.48% من البنك، والمصرف الليبي الخارجي 27.71%، وصندوق التأمين الخاص بالعاملين بهيئة قناة السويس 10.11%، وآخرون 20.72%. | 2.2 مليار جنيه مصري.        | تاريخ التسجيل: 9 مارس 1978 - يضم 49 فرعاً داخل مصر. - يضم مكتب تمثيلي في طرابلس، ليبيا.                          |
|        | البنك المصري الخليجي(EGBANK)              | شركة مساهمة مصرية | أُسس سنة 1981. المؤسسون الرئيسيون هم: صلاح محمود، ورجل الأعمال الكويتي جواد بوخمسين، ورجلي الأعمال السعوديين فهد شبكشي وعبد الرحمن حسن شربتلي، شركة مصر للتأمين. | 422.740 مليون دولار أمريكي. | تاريخ التسجيل: 28 يناير 1982 - يضم 59 فرع داخل مصر.                                                             |

## بنوك بتشريعات خاصة
| الشعار | الاسم                | التأسيس                                     | رأس المال    | ملاحظات                                                                 |
| ------ | -------------------- | ------------------------------------------- | ------------ | ----------------------------------------------------------------------- |
|        | بنك الاستثمار القومي | أُسس سنة 1981                                |              | بموجب القانون 119 لسنة 1980 - يضم فرعين داخل مصر.                       |
|        | بنك ناصر الاجتماعي   | أُسس سنة 1972، يتبع وزارة التضامن الاجتماعي. | 5 مليار جنيه | بموجب القرار الجمهوري بالقانون رقم 66 لسنة 1971 - يضم 104 فرع داخل مصر. |

## مكاتب تمثيل البنوك الأجنبية
| الشعار | الاسم                           | التأسيس                                                   |
| ------ | ------------------------------- | --------------------------------------------------------- |
|        | بي أن واي ميلون                 | أُسس سنة 2007 في الولايات المتحدة - فُتح مكتب مصر عام 1993. |
|        | البنك التجاري الألماني          | أُسس سنة 1870 في ألمانيا - فُتح مكتب مصر عام 1994.          |
|        | بنك مونتي دي باشي دي سيينا      | أُسس سنة 1472 في إيطاليا - فُتح مكتب مصر عام 1994.          |
|        | اتحاد المصارف العربية والفرنسية | أُسس سنة 1970 في فرنسا - فُتح مكتب مصر عام 1994.            |
|        | دويتشه بنك                      | أُسس سنة 1869 في ألمانيا - فُتح مكتب مصر عام 1994.          |
|        | إنتيسا سان باولو                | أُسس سنة 2007 في إيطاليا - فُتح مكتب مصر عام 1995.          |
|        | جي بي مورغان تشيس               | أُسس سنة 2000 في الولايات المتحدة - فُتح مكتب مصر عام 1996. |
|        | بنك إم يو أف جي                 | أُسس سنة 2006 في اليابان - فُتح مكتب مصر عام 1997.          |
|        | كريدي سويس                      | أُسس سنة 1856 في سويسرا - فُتح مكتب مصر عام 1998.           |
|        | الائتمان الصناعي والتجاري       | أُسس سنة 1859 في فرنسا - فُتح مكتب مصر عام 1999.            |
|        | ناتيكسيس                        | أُسس سنة 2006 في فرنسا - فُتح مكتب مصر عام 2000.            |
|        | شركة ميتسوي سوميتومو المصرفية   | أُسس سنة 1996 في اليابان - فُتح مكتب مصر عام 2004.          |
|        | ستاندرد تشارترد                 | أُسس سنة 1969 في المملكة المتحدة - فُتح مكتب مصر عام 2005.  |
|        | البنك السوداني المصري           | أُسس سنة 2005 في السودان - فُتح مكتب مصر عام 2008.          |
|        | بنك التنمية الصيني              | أُسس سنة 1994 في الصين - فُتح مكتب مصر عام 2009.            |
|        | بنك تركيا للأعمال               | أُسس سنة 1924 في تركيا - فُتح مكتب مصر عام 2010.            |
|        | كايكسا بنك                      | أُسس سنة 2011 في إسبانيا - فُتح مكتب مصر عام 2012.          |